# Hasenglöckchen
Die Hasenglöckchen (Hyacinthoides) sind eine Pflanzengattung innerhalb der Familie Spargelgewächse (Asparagaceae). Der botanische Gattungsname Hyacinthoides ist aus dem Gattungsnamen Hyacinthus und dem griechischen oides für ähnlich hergeleitet. Heimatgebiete der Arten liegen im westlichen Europa und im nordwestlichen Afrika.

## Beschreibung
Hyacinthoides-Arten sind ausdauernde krautige Pflanzen. Diese Geophyten bilden eiförmige Zwiebeln als Überdauerungsorgane aus. Je Zwiebel werden nur wenige grundständige Laubblätter gebildet; sie sind einfach und parallelnervig.

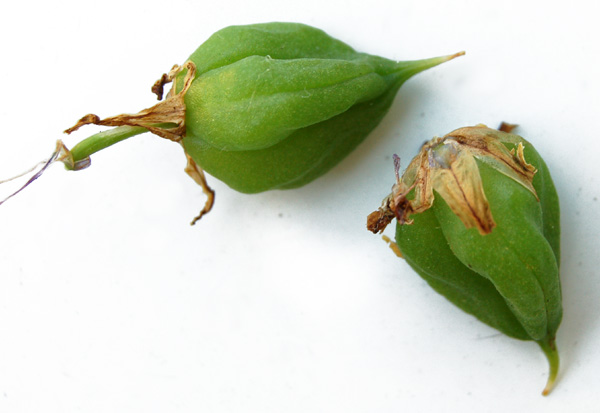
Kapselfrüchte vom Spanischen Hasenglöckchen (Hyacinthoides hispanica)

Auf einem Blütenstandsstängel stehen in einem endständigen, traubige Blütenstand viele Blüten zusammen mit zwei Tragblättern je Blüte. Die zwittrigen Blüten sind dreizählig. Die sechs gleichgeformten Blütenhüllblätter sind nur kurz an ihrer Basis röhrig verwachsen. Sie sind 1,5 bis 2 cm lang und weiß über rosa bis blau. Es sind zwei Kreise mit je drei Staubblättern vorhanden. Die drei Fruchtblätter sind zu einem oberständigen Fruchtknoten verwachsen mit ein bis zehn Samenanlagen je Fruchtknotenkammer. Es sind Septalnektarien vorhanden. Der einfache Griffel endet in einer geschwollenen Narbe.
Die dreilappige und dreikammerige Kapselfrucht enthält 3 bis 30 schwarze, mehr oder weniger kugelige, ungeflügelte Samen.

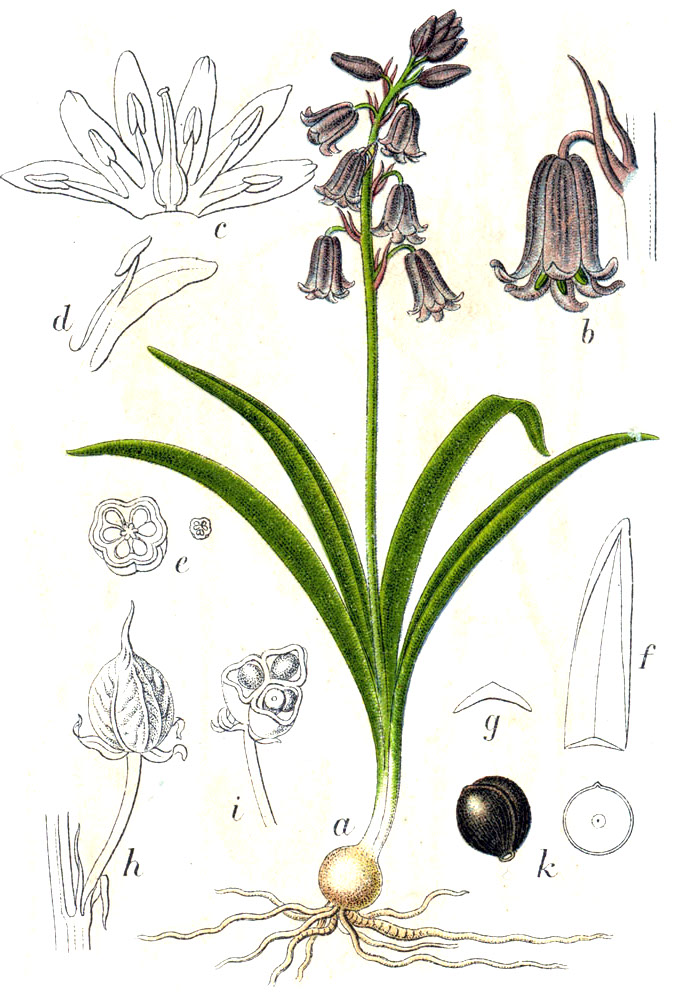
Illustration des Atlantischen Hasenglöckchen (Hyacinthoides non-scripta)

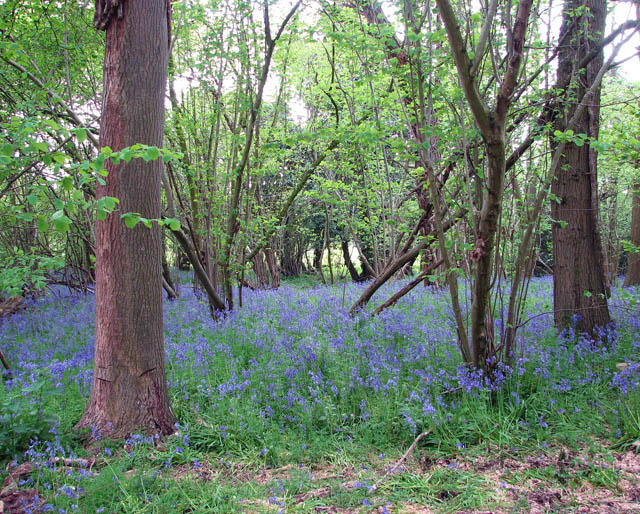
Atlantisches Hasenglöckchen (Hyacinthoides non-scripta) im Bestand

## Systematik
Bei manchen Autoren gehören die Arten zur Gattung Scilla.
Ein Synonym für Hyacinthoides Heister ex Fabricius ist Endymion Dum.
Es gibt nur etwa zwölf Hyacinthoides-Arten:
- Hyacinthoides aristidis (Coss.) Rothm.: Sie kommt nur in Algerien und Tunesien vor.
- Hyacinthoides cedretorum (Pomel) Dobignard: Sie kommt nur im nördlichen Algerien und in Marokko vor.
- Hyacinthoides ciliolata (Pomel) Rumsey: Ihre Heimat ist das nordöstliche Tunesien.
- Hyacinthoides flahaultiana (Emb.) Dobignard: Ihre Heimat ist das südwestliche Marokko.
- Spanisches Hasenglöckchen oder Glockenblaustern (Hyacinthoides hispanica (Mill.) Rothm.): Es ist in Portugal und Spanien beheimatet. Die Staubbeutel sind blau.
- Italienisches Hasenglöckchen oder Riviera-Hasenglöckchen, Italienische Sternhyazinthe (Hyacinthoides italica (L.) Chouard ex Rothm.): Seine Heimat ist das südöstliche Frankreich und das nordwestliche Italien.
- Hyacinthoides kroumiriensis El Mokni, Domina, Sebei & El Aouni: Die Heimat ist Tunesien. Die Art wurde 2014 erstbeschrieben.[4]
- Hyacinthoides lingulata (Poir.) Rothm.: Die Heimat ist Marokko, Algerien und Tunesien.
- Hyacinthoides mauritanica (Schousb.) Speta: Die Heimat ist das nördliche Marokko und das südwestliche Portugal.
- Atlantisches Hasenglöckchen oder Gewöhnliches Hasenglöckchen, Waldhyazinthe (Hyacinthoides non-scripta (L.) Chouard): Das Verbreitungsgebiet reicht von Westeuropa bis Portugal. Die Staubbeutel sind cremefarben. Nur bei dieser Art ist der Blütenstand etwas einseitswendig.
- Hyacinthoides paivae S.Ortiz & Rodr.Oubiña: Die Heimat ist das nordwestliche Portugal und das nordwestliche Spanien.
- Hyacinthoides reverchonii (Degen & Hervier) Speta: Die Heimat ist die Sierra de Cazorla in Spanien.

Es gibt eine Reihe von Hybriden, die als Zierpflanzen verwendet werden:
- Hyacinthoides ×variabilis P.D.Sell (Syn.: Hyacinthoides ×massartiana Geerinck) = Hyacinthoides non-scripta × Hyacinthoides hispanica. Sie neigen in den gemäßigten Breiten zum Verwildern und werden dann zu invasiven Pflanzen.

## Weiterführende Literatur
- Grundmann, Rumsey, Ansell, Russell, Darwin, Vogel, Spencer, Squirrell, Hollingsworth, Ortiz, Schneider: Phylogeny and taxonomy of the bluebell genus Hyacinthoides, Asparagaceae [Hyacinthaceae]. Taxon, Volume 59, Number 1, February 2010, pp. 68–82(15)